# Гамалеевка-1
Гамалеевка-1 — посёлок в Сорочинском городском округе Оренбургской области России.

## География
Находится в западной части региона, в пределах возвышенности Общий Сырт, в степной зоне, на железнодорожной линии Самара-Оренбург, при федеральной автомагистрали М-5 (подъезд к Оренбургу), на левом берегу реки Самара, на расстоянии примерно 22 километров по прямой на юго-восток от районного центра города Сорочинск.

## История
На месте будущей станции Гамалеевка в XIX века вначале появилась деревня Гришкина, основанная отставными солдатами из села Перовка (упоминается впервые с 1876 года). В 1896 году здесь проживало 43 человека в 5 дворах. Станция Гамалеевка Оренбургской железной дороги была построена в 1875—1876 годах. В XX веке деревня уже стала частью пристанционного поселка. В 1980-е годы в посёлке построили элеватор, нефтебазу, посёлок нефтяников.
До 2015 года посёлок входил в состав Гамалеевского сельсовета Сорочинского района. После упразднения указанных муниципальных образований посёлок вошел в состав Сорочинского городского округа.
Постановлением Законодательного Собрания Оренбургской области от 13.11.1997 г. № 184/27-ПЗС посёлок Гришинский переименован в посёлок Гамалеевка-1.

## Население
| 2010 |
| ---- |
| 903  |

### Национальный состав
Согласно результатам переписи 2002 года, в национальной структуре населения русские составляли 88 % из 1031 человек.

## Инфраструктура
Основа экономики — обслуживание путевого хозяйства Южно-Уральской железной дороги. Действует станция Гамалеевка.
Гамалеевский Первый сельский Дом культуры — филиал МБУК Клубная система Сорочинского городского округа.

## Транспорт
Доступен автомобильным и железнодорожным транспортом.